# Pierwszy pawilon
Pierwszy pawilon – polski film telewizyjny nakręcony w 1965 roku

## Obsada
- Jan Machulski – profesor Foss
- Roman Sykała – profesor Franton
- Leon Niemczyk – prezydent
- Józef Zbiróg – komendant David Holl, asystent Frantona
- Jerzy Ćwikliński – "doktor Baxter"
- Jerzy Zapiór – "lekarz"
- Iwona Słoczyńska − panna Willers

## Fabuła
Profesor Foss, młody naukowiec zostaje porwany przez dwóch mężczyzn. Trafia do tajemniczego domku, gdzie jego dawny nauczyciel, prof. Franton prowadzi badania w celu zmniejszania ludzi.